# Yuka Terasaki
Yuka Terasaki (寺崎 裕香?, Terasaki Yuka; Prefettura di Kumamoto, 4 agosto 1983) è un'attrice, doppiatrice e cantante giapponese affiliata con Ogipro the Next.

## Filmografia

### Anime
2006
- Onegai My Melody: Kuru Kuru Shuffle: Megumi Katori

2007
- Reborn!: Basil

2008
- A Certain Magical Index: Sasha Kruezhev
- Yu-Gi-Oh! 5D's: Luca

2009
- Reborn!: Alfin

2011
- Inazuma Eleven Go: Tenma Matsukaze
- Chihayafuru: Arata Wataya (giovane)
- Lupin III - La pagina segreta di Marco Polo: Rumi

2012
- Hunter × Hunter (serie del 2011): Zushi
- Smile Pretty Cure!: Keita Midorikawa
- Natsuiro Kiseki: Koharu Okiyama

2013
- Love Lab: Rentarō Kurahashi
- Senyu: Febuar Zwei
- Gargantia on the Verdurous Planet: Bebel
- Pocket Monsters: XY: Corni, Premier, Tony, Satoshi's Yayakoma/Hinoyakoma, Satoshi's Onbat
- Dokidoki! Pretty Cure: Raquel

2014
- Chaika - The Coffin Princess: Toru Acura (giovane)
- Magica Wars: Renka Ariake
- The World Is Still Beautiful: Kara Lemercier

2015
- My Love Story!!: Makoto Sunakawa (giovane)
- Is It Wrong to Try to Pick Up Girls in a Dungeon?: Hephaestus
- Mobile Suit Gundam: Iron-Blooded Orphans: Kudelia Aina Bernstein
- Kami-sama Minarai: Himitsu no Cocotama: Makoto Yotsuba, Tokumaru
- Pocket Monsters: XY&Z: Satoshi's Onbat

2016
- Kiznaiver: Chidori Takashiro
- Naruto Shippuden: Itachi Uchiha (giovane)
- Macross Delta: Heinz Nerich Windermere

2017
- Inazuma Eleven Ares no Tenbin: Hiyori Masakatsu

2019
- Boruto: Itachi Uchiha

2022
- Made in Abyss: Vueko

2023
- Pluto: Moglie di Robby
- Pokémon: Roy

2024
- Shangri-La Frontier (Akane Akitsu)

### Film
- Yu-Gi-Oh!: Bonds Beyond Time (2010): Luca
- Planzet (2010): Kaori Sagawa
- Kotonoha no Niwa: Ragazza del fratello
- Eiga Pretty Cure All Stars New Stage 2 - Kokoro no tomodachi: Raquel
- Eiga Dokidoki! Pretty Cure - Mana kekkon!!? Mirai ni tsunagu kibō no dress: Raquel
- Hunter × Hunter: The Last Mission (2013): Zushi
- Yo-kai Watch: Enma Daiō to itsutsu no monogatari da nyan!: Yuto Arima
- Code Geass: Rozé of the Recapture: Natalia Luxembourg

### Videogiochi
- Hunter × Hunter: Wonder Adventure: Zushi
- Hyperdevotion Noire: Goddess Black Heart: Aizen Burossa
- Harvest Moon DS: Grand Bazaar: Gretel
- Inazuma Eleven Go: Tenma Matsukaze
- Super Smash Bros. per Nintendo 3DS e Wii U: Keldeo, Meloetta, Fletchling
- Super Smash Bros. Ultimate: Keldeo, Meloetta, Fletchling
- Jack Jeanne: Kisa Tachibana
- Princess Peach: Showtime!: Stella
- The Legend of Zelda: Echoes of Wisdom: voci addizionali

### Doppiaggi
- Bled: Aaren
- DC Super Hero Girls: Supergirl
- The Dog Who Saved Christmas Vacation: Ben Bannister
- Harold: Traci
- Pac-Man and the Ghostly Adventures: Pac

### Drama televisivi
- Utsukushii Rinjin (2011): Minami

### Radio drama
- Nissan A, Abe Reiji: Beyond the Average (2006–): Satomi Nansō

### Stage
- Musical Kuroshitsuji-Chi ni Moeru Licorice (2014): Meyrin

## Discografia
Album
- Afterglow (2012)[2]